# まりちゃんの靴下
『まりちゃんの靴下』（まりちゃんのくつした）は、さおしか然による日本の漫画作品。『みこすり半劇場』（ぶんか社）1995年5月11日号から2000年11月9日号まで連載されていた4コマ漫画作品である。単行本はぶんか社より全4巻刊行されている。

## 概要
大人の女に変身する能力を持つ幼児体型の女子高生・まりちゃんのエッチな日常を描いたコメディー。
この当時は「コギャルブーム」の全盛期で、この頃の「みこすり半劇場」では本作のほかに「いい気なもんだぜ」（あべこうじ）、「放課後キッチン」（水田恐竜）、「恋する池田くん」（ありとうてんま）、「トクする気分」（若尾はるか）、「ルーズソックス-女子高生研究所-」（吉家正子/若林健次）などのコギャルなる女子高生を主人公、あるいはレギュラーキャラクターに据えた作品が大半ぐらいに占めていた。

## 登場人物
まりちゃん
15歳↔︎25歳。苗字不明。幼児体型の女子高生であるが、髪をほどく事で鬼畜な性格のナイスバディな大人の女に変身でき、髪を結ぶと元の姿に戻り処女膜が再生してしまうと言う特異能力の持ち主。幼少時に公園で縄跳び遊びをしている時、女友達の前で郵便配達員の変質者にレイプされたのがきっかけで性に目覚める。この頃に身に付いた変身能力を利用し、セーラー服を着た中学生の姿になって他の父兄と肉体関係になったり、小学5年生の時に保健室で行為に及んだり、担任の先生やムサシなどの同級生や男の先輩後輩との性行為や乱交、青姦、そして逆ナンパや援助交際も大好きなヤリマンと化し、大人の体になって風俗で働いたり、逆ナンパをして性的行為に没頭し、元の体に戻って処女膜が再生した際、処女喪失つきの援助交際で50万円をもらったり、ロリコン趣味の男と行為に及んだりするなどした結果、何百人もののあらゆる男性と肉体関係を持つ。最終回では自分探し（男漁り）で世界を巡る旅に出る。
コジロー
15歳。苗字不明。まりちゃんの幼なじみであり彼氏でもある。当初は「まりちゃん一筋」がモットーな真面目な男子高校生であったが、ムサシに誘われて海でのナンパで浮気を犯したことがある。彼女であるまりちゃんが性的奔放で色んな男と肉体関係を持っているが故に今で言う寝取られを事あるごとに味わわされている。その後、まりちゃんの親友・みさえと付き合い始める。
ムサシ
17歳。苗字不明。まりちゃんのクラスに関西から編入してきた男子高校生。前の学校でのいざこざで二度留年している。中学1年の時に初セックスして以来、相手を選ばないヤリチンでまりちゃんとはセックスフレンドの関係。家はコジローと同じアパートでしかも隣同士である。ニューハーフの彼女と同棲しており、その後、同性婚が可能なアメリカへ彼女と共に移住し、結婚式を挙げた。

## 書誌情報
- さおしか然『まりちゃんの靴下』ぶんか社〈Bunkasha comics〉、全4巻
  1. 1997年9月15日初版発行 ISBN 4-8211-9600-X
  2. 1998年6月1日初版発行 ISBN 4-8211-9669-7
  3. 1999年7月10日初版発行 ISBN 4-8211-9752-9
  4. 2000年12月10日初版発行 ISBN 4-8211-9845-2